# Earthling in the City
Earthling in the City — 6-трековый промодиск британского рок-музыканта Дэвида Боуи, который распространялся журналом GQ вместе с ноябрьским номером 1997 года. Диск содержит концертные версии, а также ремиксы песен из альбомов музыканта — Black Tie White Noise, Outside и Earthling.

## Список композиций
1. «Little Wonder» (концертная версия, записана в Нью-Йорке 9 января 1997) — 3:44
2. «Seven Years in Tibet (Edit)» — 3:59
3. «Pallas Athena» (концертная версия, записана в Амстердаме 10 июня 1997) — 8:28
4. «The Hearts Filthy Lesson» (концертная версия, записана в Нью-Йорке 9 января 1997) — 5:03
5. «Telling Lies (Paradox Mix by A Guy Called Gerald)» — 5:12
6. «Seven Years in Tibet (Mandarin Version)» — 3:58